# Patricia Mazuy
Patricia Mazuy (Dijon, 1960) es una directora de cine y guionista francesa. 

## Biografía
Nació en Dijon. sus padres son panaderos y sus abuelos agricultores en Bresse.
Trabajó en Estados Unidos como montadora donde trabajó en 1985 en Sin techo ni ley de Agnès Varda. En este periodo ya había realziado varios cortometrajes. Cuatro años después, en 1989 su película Peaux de vaches fue exhibida en la sección Un Certain Regard del Festival de Cannes de 1989. Once años después, su película Saint-Cyr fue exhibida en la misma sección del festival.
En Bowling Saturne sitúa en primer plano los feminicidios.
En octubre de 2022 la Cinemateca Francesa le dedica una retrospectiva.
En noviembre de 2022 Mazuy es uno de los focos del Festival Internacional de Cine de Gijón 2022 donde se estrena su último trabajo, Bowling Saturne, que se adentra en la reflexión sobre cómo la violencia masculina tiñe y marca toda la sociedad con feminicidios en serie como punta del iceberg.

## Filmografía
- La Scarpa (1979) cortometraje
- Dead Cats (1980) cortometraje
- Colin-maillard (1981) cortometraje
- La boiteuse (1984)
- Peaux de vaches (1989)
- Des taureaux et des vaches (1992) cortometraje
- Travolta et Moi (1994)
- La finale (1999)
- Saint-Cyr (2000)
- Basse Normandie (2004)
- Sport de filles (2011)
- Paul Sanchez est revenu! (2018)
- Bowling Saturne (2022)

## Premios y distinciones
Festival Internacional de Cine de Cannes
| Año  | Categoría             | Película  | Resultado |
| ---- | --------------------- | --------- | --------- |
| 2000 | Premio de la Juventud | Saint-Cyr | Ganador   |